# 切尔西·查姆斯

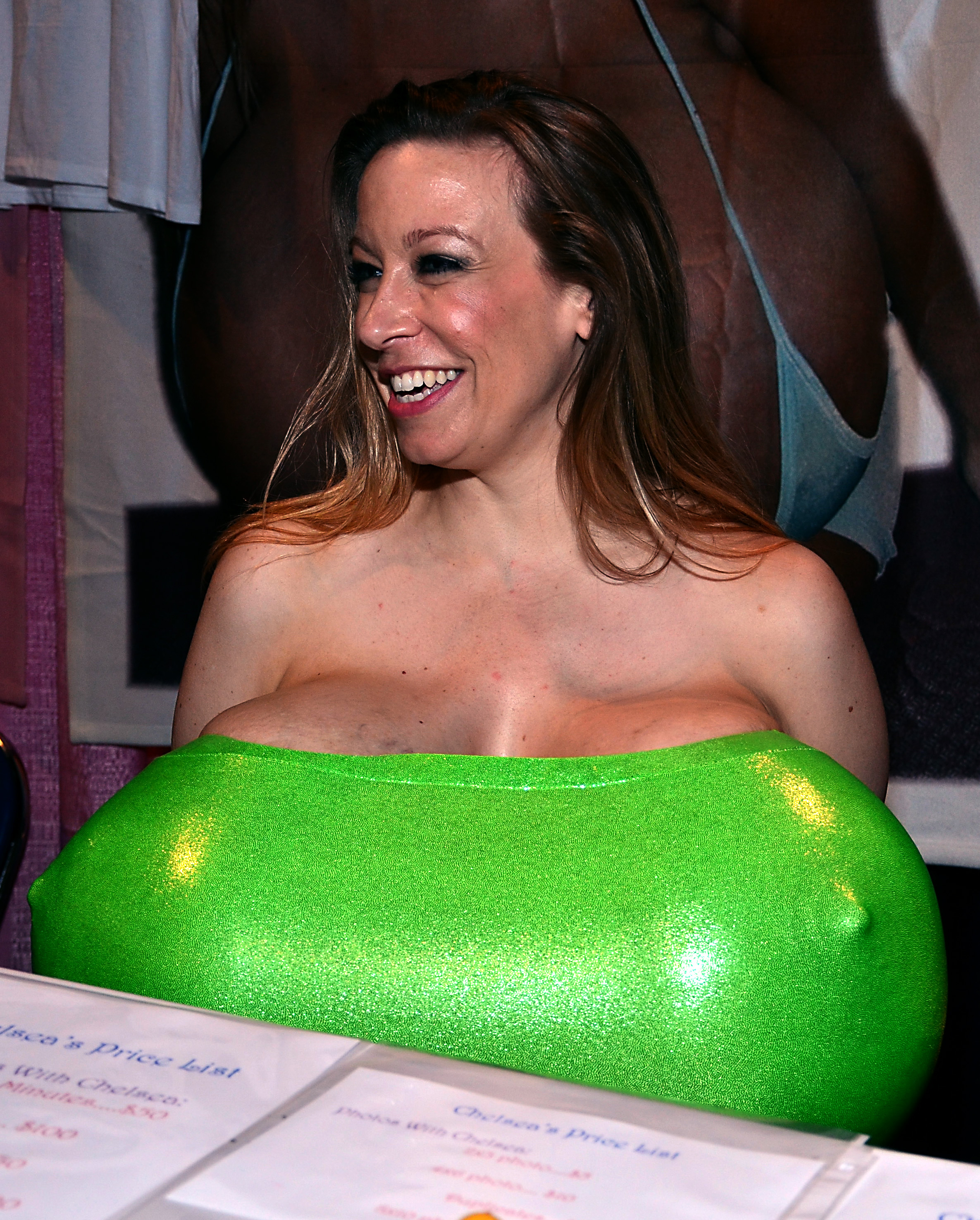
切尔西 查姆斯

切尔西·查姆斯(Chelsea Charms)，（1976年3月7日－） ，为美国现阶段拥有最大胸围的网络模特、脱衣舞娘。

## 生平
查姆斯早年作为大胸围模特出道于许多成人杂志。
2011年5月，在一次名为“This Morning”的一次电视采访中，查姆斯对这个节目的观众们说她胸围的尺码是“……164XXX，每个乳房重约26英磅。”据报道，2012年夏乳房的重量继续增涨到了30英磅。她否认这引起她后背疼痛，并说她确实在练习以加强她的后背。

查姆斯做过三次隆胸手术。第一次隆成DD罩杯，第二成隆成HH罩杯。这两次都使用了盐水袋。第三次则植入了聚丙烯，因为潜在的副作用，美国与欧盟都不再将其认为是一般的手术程序，虽然南美洲依然允许。具体来说，在隆胸手术中使用聚丙烯可能会导致两侧胸部生长并不同步，甚至通常来说加大术后风险。但在她的案例中，她的胸部生长很稳定，但是多年之后速度已经放缓了许多。最初体积相当于2500cc，到2011年10月，她的医生估计每个乳房体积的增涨超过15000cc。
英国艺术家马克·奎因以查姆斯为课题，研究整形人士的身体。